# Leonid Georgijewitsch Melnikow
Leonid Georgijewitsch Melnikow (russisch Леонид Георгиевич Мельников; * 18. Maijul. / 31. Mai 1906greg. in Degtjarewka, Ujesd Mglin, Gouvernement Tschernigow, Russisches Kaiserreich; † 16. April 1981 in Moskau) war ein sowjetischer Politiker der Kommunistischen Partei der Sowjetunion (KPdSU) in der Ukrainischen SSR und Kasachischen SSR sowie Mitglied und Kandidat des Präsidiums der KPdSU.

## Leben

### Aufstieg durch Förderung Stalins
Melnikow, der aus einer einfachen Bauernfamilie stammte, begann als Vierzehnjähriger mit der Arbeit in einer Zuckerfabrik.
Mit der Volljährigkeit begann er seine politische Laufbahn und war zunächst zwischen 1924 und 1928 Sekretär eines Gemeindekomitees und danach eines Regionalkomitees des Jugendverbandes Komsomol. Nach seinem Eintritt in die KPdSU (Bolschewiki) leistete er von 1928 bis 1930 seinen Militärdienst in der Roten Armee und absolvierte anschließend ein Studium am Industrieinstitut Donezk. Nach einer Tätigkeit als Ingenieur in einem Kohlebergwerk beginnt 1937 durch Förderung von Josef Stalin sein Aufstieg innerhalb der KPdSU.
Zunächst war er Sekretär und schließlich Zweiter Sekretär der KPdSU der Oblast Donezk, ehe er Organisator in der Abteilung für Personalauswahl des Zentralkomitee (ZK) der KPdSU wurde. Zwischen 1938 und 1954 war er auch Mitglied (Deputierter) des Obersten Sowjets der UdSSR. Im Oktober 1942 wurde er zum Ersten Sekretär der KPdSU in der Oblast Karaganda in der Kasachischen SSR ernannt, übernimmt dann aber im Februar 1944 das Amt des Ersten Sekretärs der KPdSU der Oblast Donezk.
Im Juli 1947 wird er zunächst Sekretär, danach Zweiter Sekretär und schließlich im Dezember 1949 Erster Sekretär der Kommunistischen Partei der Ukraine. Damit war er Parteichef der größten regionalen Gliederung innerhalb der Sowjetunion. Zwischen 1950 und 1954 war er außerdem Mitglied des Präsidiums des Obersten Sowjets.
Auf dem 19. Parteitag der KPdSU erfolgte im Oktober 1952 seine Wahl zum Mitglied des Politbüros des ZK sowie auch zum Mitglied des Präsidiums, dem späteren Politbüro.

### Machtverlust durch die Entstalinisierung
Nach dem Tode seines Förderers Stalin am 5. März 1953 beginnt jedoch der Abstieg Melnikows: Am 6. März 1953 wird er vom Mitglied zum Kandidaten des Präsidiums der KPdSU degradiert, ehe er weitere drei Monate später am 6. Juni 1953 auch seinen Status als Kandidat verliert. Am 12. Juni 1953 erfolgt schließlich auch seine Ablösung als Erster Sekretär der Kommunistischen Partei der Ukraine durch Alexei Illarionowitsch Kiritschenko wegen des Vorwurfs der „groben Verzerrung der leninistisch-stalinistischen Politik der Sowjetunion im Rahmen der Korenisazija“.
Im Anschluss war er zuerst zwischen 1953 und 1955 Botschafter in Rumänien und dann im Anschluss von April 1955 bis Mai 1957 Minister für Steinkohlenbergbau der UdSSR. Auf dem XX. Parteitag der KPdSU im Februar 1956, der die Entstalinisierung einleitete, wurde er nur noch zum Kandidaten des ZK der KPdSU gewählt.
Melnikow wurde anschließend im Mai 1957 in die Kasachische SSR versetzt und war dort zunächst 1. Stellvertretender Vorsitzender des Ministerrates. Von 1958 und 1962 war er wiederum Deputierter des Obersten Sowjets der UdSSR. Danach war er Stellvertretender Vorsitzender des Ministerrates der Kasachischen SSR und dort zugleich Vorsitzender der Staatlichen Plankommission (Gosgortekhnadzor). Das Amt des Vorsitzenden der Staatlichen Plankommission hatte er daraufhin von 1961 bis Februar 1966 inne.
Zuletzt war Leonid Melnikow von Februar 1966 bis zu seinem Tode Vorsitzender des Staatlichen Komitees für die Aufsicht über die Sicherheit in Industrie und Bergbau beim Ministerrat der UdSSR. Während dieser Zeit war er auch wieder Deputierter des Obersten Sowjets der UdSSR.
Nach seinem Tode wurde er auf dem Nowodewitschi-Friedhof in Moskau beigesetzt.